# Mycolybas
Mycolybas é um género de coleópteros da família Erotylidae.